# Erminio Favaro
Erminio Favaro (Roncade, 4 agosto 1921 – Treviso, 3 febbraio 2003) è stato un calciatore italiano, di ruolo difensore.

## Caratteristiche tecniche
Giocava come terzino.

## Carriera
Fa il suo esordio nel Treviso all'età di diciotto anni nella stagione 1939-1940, nella quale gioca 9 partite in Serie C; nella stagione 1940-1941 e nella stagione 1941-1942 gioca invece con più regolarità, scendendo in campo per 19 volte in ciascuna di queste due stagioni.
Torna a vestire la maglia del Treviso nella stagione 1943-1944, durante la quale disputa 3 incontri di Divisione Nazionale.
Dopo la fine della Seconda guerra mondiale riprende a giocare con la squadra veneta; nella stagione 1945-1946 segna il suo primo ed unico gol con il Treviso, con cui ha disputato 150 partite nell'arco di dieci campionati. Dopo le 5 presenze in seconda serie di quest'ultima stagione, nella stagione 1946-1947 gioca 15 partite in Serie B, categoria nella quale gioca altre 22 gare nella stagione 1947-1948.
Nella stagione 1948-1949 gioca 35 partite in Serie C, campionato che vince nella stagione 1949-1950, durante la quale gioca 29 partite con la squadra veneta.

## Palmarès

### Club

#### Competizioni nazionali
- Serie C: 1

Treviso: 1949-1950